# Enric V (pel·lícula de 1989)
Enric V (títol original en anglès: Henry V) és una pel·lícula britànica de 1989, dirigida i protagonitzada per Kenneth Branagh, basada en l'obra homònima de William Shakespeare. Guardonada amb diversos premis cinematogràfics internacionals, narra la famosa batalla d'Agincourt.

## Argument
Enric V d'Anglaterra (Kenneth Branagh) és un rei que està molt influït pel clergat. Aquest li «aconsella» que envaeixi França per ple dret, després d'això, Enric V reuneix un consell extraordinari de la noblesa. Durant la sessió, arriben a la sala dos emissaris francesos, els quals ofenen greument el rei anglès. Aquests fets, units al convenciment propi que les possessions franceses li pertanyen, desencadenen la guerra per part d'Anglaterra. Abans d'embarcar a França és descoberta una terrible traïció.
Un cop a França, conquereix la ciutat d'Harfleur i es dirigeix cap a Calais; però el rei de Fraça reuneix els seus exèrcits que li presenten batalla a Agincourt.

## Repartiment
El repartiment inclou molts actors coneguts: Derek Jacobi com el Cor, Brian Blessed com Exeter, Ian Holm com Fluellen, Christian Bale com the Boy, Paul Scofield com el Rei de França, Judi Dench com Mistress Quickly, Richard Briers com Bardolph, Robert Stephens com Pistol i Emma Thompson com La princesa Katherine. L'actor Michael Williams interpreta el personatge Michael Williams. Robbie Coltrane fa un cameo com Falstaff.
- Cor - Derek Jacobi
- Enric V d'Anglaterra - Kenneth Branagh
- Humphrey, duc de Gloucester, germà del rei- Simon Shepherd
- John, Duc de Bedford, germà del rei - James Larkin
- Thomas Beaufort, 1r Duc d'Exeter, Oncle del rei- Brian Blessed
- Ralph Neville, 1r Duc de Westmorland - Paul Gregory
- Henry Chichele, arquebisbe de Canterbury - Charles Kay
- John Fordham, bisbe d'Ely - Alec McCowen
- Ricard de Conisburgh, Traïdor - Fabian Cartwright
- Henry le Scrope, 3r Baró Scrope de Masham, Traïdor - Stephen Simms
- Thomas Grey, Traïdor - Jay Villiers
- Thomas Erpynham - Edward Jewesbury
- Fluellen, Oficial de l'exèrcit del Rei Enric - Ian Holm
- Gower, Oficial de l'exèrcit del Rei Enric - Danny Webb
- Jamy, Oficial de l'exèrcit del Rei Enric - Jimmy Yuill
- Macmorris, Oficial de l'exèrcit del Rei Enric - John Sessions
- Bates, Soldat de l'exèrcit del Rei Enric- Shaun Prendergast
- Court, Soldat de l'exèrcit del Rei Enric - Pat Doyle
- Williams, Soldat Oficial de l'exèrcit del Rei Enric - Michael Williams
- Bardolph - Richard Briers
- Nym - Geoffrey Hutchings
- Pistol - Robert Stephens
- Sir John Falstaff - Robbie Coltrane
- Noi - Christian Bale
- Mistress Quickly - Judi Dench
- Carles VI de França - Paul Scofield
- Lluís, delfí de França - Michael Maloney
- Joan I de Borgonya - Harold Innocent
- Carles I d'Orleans - Richard Clifford
- Grandpre, Lord francès - Colin Hurley
- Charles d'Albret - Richard Easton
- Mountjoy - Christopher Ravenscroft
- Caterina de Valois, filla de Carles i Isabel - Emma Thompson
- Alice - Geraldine McEwan
- Governador de Harfleur - David Lloyd Meredith
- Missatger - David Parfitt
- Richard de Beauchamp - Nicholas Ferguson
- John Talbot - Tom Whitehouse
- John, delfí de França - Nigel Greaves
- Bretagne - Julian Gartside
- 1r soldat - Mark Inman
- 2n soldat - Chris Armstrong
- Nen - Calum Yuill

## Premis i nominacions

### Premis
- 1990. Oscar al millor vestuari per Phyllis Dalton
- 1990. BAFTA al millor director per Kenneth Branagh
- 1991. Premi Sant Jordi al millor actor estranger per Kenneth Branagh

### Nominacions
- 1990. Oscar al millor director per Kenneth Branagh
- 1990. Oscar al millor actor per Kenneth Branagh
- 1990. BAFTA al millor actor per Kenneth Branagh
- 1990. BAFTA a la millor fotografia per Kenneth MacMillan
- 1990. BAFTA al millor vestuari per Phyllis Dalton
- 1990. BAFTA al millor disseny de producció per Tim Harvey
- 1990. BAFTA al millor so per Campbell Askew, David Crozier i Robin O'Donoghue